# Lucas Zelarayán
Lucas Zelarayán, né le 20 juin 1992 à Córdoba en Argentine, est un footballeur international arménien. Il joue au poste de milieu offensif au CA Belgrano. Il est surnommé « Chino »,.

## Biographie

### Parcours en club

#### Débuts en Argentine
Né à Córdoba, Lucas Zelarayán commence le football au Club Atlético Belgrano. Il fait ses débuts avec le Club Atlético Belgrano le 25 avril 2012, remplaçant Lucas Parodi (es) contre Rosario Central, lors d'une rencontre de la coupe d'Argentine. Puis, il fait ses débuts en Primera División le 1er mars 2013, remplaçant Jorge Velázquez (es) face au Newell's Old Boys,. La saison suivante, il marque son premier but en Primera División contre River Plate le 6 avril 2014,.
Le 4 décembre 2014, il prolonge son contrat avec Belgrano jusqu'en 2018,. Le 3 avril 2015, il porte pour la toute première fois le brassard de capitaine contre le Club Atlético Unión.

#### Tigres UANL
Le 21 décembre 2015, il rejoint les Tigres UANL, évoluant en Liga MX. Il signe un contrat de trois ans. Le montant du transfert est de 5,5 millions de dollars.
Il fait ses débuts en Liga MX avec les Tigres le 10 janvier 2016, remplaçant Rafael Sóbis face au Deportivo Toluca. Il inscrit son premier but en Liga MX le 5 février contre Chiapas,. Le 21 janvier 2017, il inscrit son premier doublé contre le Club América. Puis, il inscrit son premier but en Ligue des champions de la CONCACAF contre Herediano le 20 février 2018.

#### Crew de Columbus
Il poursuit sa carrière aux États-Unis lorsqu'il est transféré au Crew de Columbus en Major League Soccer le 19 décembre 2019, en tant que joueur désigné. Il signe un contrat garanti jusqu'à la fin de la saison 2023 puis une année en option. Le montant du transfert est de sept millions de dollars,.
Le 1er mars 2020, il participe à son premier match en tant que titulaire avec le club basé à Columbus et inscrit son premier but en Major League Soccer contre le New York City FC. À la fin de la saison régulière, il est élu meilleur nouveau venu de l'année. Lors de la finale de la Coupe MLS, il inscrit deux buts et délivre une passe décisive lors de la victoire 3-0 face aux Sounders de Seattle,,. Il remporte son premier trophée avec Columbus et élu meilleur joueur de la finale,.

#### Transfert en Arabie saoudite
Le 31 juillet 2023, Lucas Zelarayán est transféré au Al-Fateh SC, formation du championnat saoudien.

## Statistiques détaillées
| Saison                | Club                  | Championnat           | Championnat | Championnat | Championnat | Coupe(s) nationale(s) | Coupe(s) nationale(s) | Coupe(s) nationale(s) | Supercoupe | Supercoupe | Supercoupe | Compétition(s) continentale(s) | Compétition(s) continentale(s) | Compétition(s) continentale(s) | Compétition(s) continentale(s) | Séries | Séries | Séries | Total | Total | Total |
| Saison                | Club                  | Division              | M.          | B.          | P.d.        | M.                    | B.                    | P.d.                  | M.         | B.         | P.d.       | Comp.                          | M.                             | B.                             | P.d.                           | M.     | B.     | P.d.   | M.    | B.    | P.d.  |
| 2011-2012             | CA Belgrano           | Primera División      | 0           | 0           | 0           | 1                     | 0                     | 0                     | -          | -          | -          | -                              | -                              | -                              | -                              | -      | -      | -      | 1     | 0     | 0     |
| 2012-2013             | CA Belgrano           | Primera División      | 8           | 0           | 0           | 1                     | 0                     | 0                     | -          | -          | -          | -                              | -                              | -                              | -                              | -      | -      | -      | 9     | 0     | 0     |
| 2013-2014             | CA Belgrano           | Primera División      | 18          | 1           | 0           | 0                     | 0                     | 0                     | -          | -          | -          | CS                             | 0                              | 0                              | 0                              | -      | -      | -      | 18    | 1     | 0     |
| 2014                  | CA Belgrano           | Primera División      | 19          | 4           | 3           | 1                     | 0                     | 0                     | -          | -          | -          | -                              | -                              | -                              | -                              | -      | -      | -      | 20    | 4     | 3     |
| 2015                  | CA Belgrano           | Primera División      | 30          | 5           | 3           | 1                     | 0                     | 0                     | -          | -          | -          | CS                             | 2                              | 0                              | 0                              | -      | -      | -      | 33    | 5     | 3     |
| Sous-total            | Sous-total            | Sous-total            | 75          | 10          | 6           | 4                     | 0                     | 0                     | 0          | 0          | 0          | -                              | 2                              | 0                              | 0                              | 0      | 0      | 0      | 81    | 10    | 6     |
| 2015-2016             | Tigres UANL           | Liga MX               | 13          | 1           | 1           | 0                     | 0                     | 0                     | 1          | 0          | 0          | LCC                            | 4                              | 0                              | 0                              | 2      | 0      | 0      | 20    | 1     | 1     |
| 2016-2017             | Tigres UANL           | Liga MX               | 17+15       | 3+3         | 3+2         | 0                     | 0                     | 0                     | 1          | 0          | 0          | LCC                            | 7                              | 0                              | 0                              | 2+6    | 1+1    | 0+2    | 48    | 8     | 7     |
| 2017-2018             | Tigres UANL           | Liga MX               | 7+11        | 2+1         | 0+1         | 2                     | 0                     | 0                     | 1          | 1          | 1          | LCC+CC                         | 4+1                            | 1+0                            | 0                              | 1+2    | 0      | 0      | 29    | 5     | 2     |
| 2018-2019             | Tigres UANL           | Liga MX               | 12+6        | 2+3         | 2+2         | 2                     | 0                     | 0                     | 1          | 0          | 0          | LCC+LC                         | 2+1                            | 0                              | 0                              | 0+4    | 0      | 0      | 28    | 5     | 4     |
| 2019-2020             | Tigres UANL           | Liga MX               | 15          | 4           | 0           | 0                     | 0                     | 0                     | -          | -          | -          | -                              | -                              | -                              | -                              | 0      | 0      | 0      | 15    | 4     | 0     |
| Sous-total            | Sous-total            | Sous-total            | 96          | 19          | 11          | 4                     | 0                     | 0                     | 4          | 1          | 1          | -                              | 19                             | 1                              | 0                              | 17     | 2      | 2      | 140   | 23    | 14    |
| 2020                  | Crew de Columbus      | MLS                   | 17          | 6           | 2           | -                     | -                     | -                     | -          | -          | -          | -                              | -                              | -                              | -                              | 4      | 2      | 1      | 21    | 8     | 3     |
| 2021                  | Crew de Columbus      | MLS                   | 32          | 12          | 4           | -                     | -                     | -                     | -          | -          | -          | LCC+CC                         | 3+1                            | 1+0                            | 2+0                            | -      | -      | -      | 36    | 13    | 6     |
| 2022                  | Crew de Columbus      | MLS                   | 29          | 10          | 7           | 0                     | 0                     | 0                     | -          | -          | -          | -                              | -                              | -                              | -                              | -      | -      | -      | 29    | 10    | 7     |
| 2023                  | Crew de Columbus      | MLS                   | 20          | 10          | 6           | 0                     | 0                     | 0                     | -          | -          | -          | LCup                           | 1                              | 1                              | 0                              | -      | -      | -      | 21    | 11    | 6     |
| Sous-total            | Sous-total            | Sous-total            | 98          | 38          | 19          | 0                     | 0                     | 0                     | 0          | 0          | 0          | -                              | 5                              | 2                              | 2                              | 4      | 2      | 1      | 107   | 42    | 22    |
| Total sur la carrière | Total sur la carrière | Total sur la carrière | 269         | 67          | 36          | 8                     | 0                     | 0                     | 4          | 1          | 1          | -                              | 26                             | 3                              | 2                              | 21     | 4      | 3      | 328   | 75    | 42    |

## Palmarès

### En club
Tigres UANL
- Champion du Mexique en 2016 (ouverture), 2017 (ouverture) et 2019 (clôture)
- Vainqueur de la Supercoupe du Mexique en 2016 (es), 2017 (es) et 2018 (es)
- Vainqueur de la Campeones Cup en 2018

 Crew de Columbus
- Vainqueur de la Conférence Est en 2020
- Vainqueur de la Coupe MLS en 2020
- Vainqueur de la Campeones Cup en 2021

### Distinctions personnelles
- Élu meilleur nouveau venu de la MLS en 2020
- Élu meilleur joueur de la Coupe MLS en 2020

## Vie privée
Lucas Zelarayán est marié à Paula Juncos depuis la mi-2017, ils ont un enfant ; un garçon, prénommé Bautista Manuel (né le 17 septembre 2018),. Il est d'origine arménienne. Il a reçu une invitation par Joaquín Caparrós à représenter la sélection arménienne en juin 2020.